# Pau Sebastià Mei i Llagostera
Pau Sebastià Mei i Llagostera (València, segle xvi - segle XVII) va ser un escriptor valencià.
Fill del traductor, gramàtic i impressor Joan Felip Mey, que havia escrit llibres importants i traduït Les Metamorfosis d'Ovidi, es formà en un ambient culte. Si bé habitualment se l'ha anomenat Sebastián de Mey, al testament del seu pare hi diu literalment Pau Sebastià.
Només va publicar un llibre, el Fabulario. És un recull de faules i contes en castellà publicat a València el 1613. Hi ha 57 faules o contes, 31 de les quals protagonitzats per animals. Al final de cadascun hi ha una moralina.
S'inspira principalment en les Faules d'Isop, però també de les de Joan Manuel de Castella entre d'altres. En el pròleg l'autor apunta que "moltes" de les fàbules i contes que apareixen al llibre són noves, a les antigues els ha donat un "estil diferent". En el mateix pròleg també defensa la lectura de faules a l'escola per davant d'altres llibres perquè "és molt encertada i santa cosa no consentir que els nens llegeixin qualsevol tipus de llibres".
En ser de la mateixa època s'ha relacionat la temàtica d'aquesta obra amb el tarannà del personatge del Quixot Sancho Panza, en le sentit de moure's entre les fabulacions i el costumbrisme realista.